# Jessica Forever
 (janvier 2020).
Si vous disposez d'ouvrages ou d'articles de référence ou si vous connaissez des sites web de qualité traitant du thème abordé ici, merci de compléter l'article en donnant les références utiles à sa vérifiabilité et en les liant à la section « Notes et références ».
Pour plus de détails, voir Fiche technique et Distribution.
Jessica Forever est un film français de Caroline Poggi et Jonathan Vinel, sorti en 2018 et présenté à la Berlinale 2019.

## Synopsis
Dans un futur proche, Jessica veille sur plusieurs garçons orphelins et rejetés par la société. Formant tous ensemble une famille, ils ne sont pourtant pas à l'abri du monde qui les entoure et qui souhaite leur disparition.

## Fiche technique
- Titre original : Jessica Forever
- Réalisation : Caroline Poggi et Jonathan Vinel
- Scénario : Caroline Poggi et Jonathan Vinel
- Musique : Ulysse Klotz
- Pays d'origine :  France
- Langue originale : français
- Genre : Fantastique
- Durée : 97 minutes
- Dates de sortie : 
  - Canada : 7 septembre 2018 (Festival international du film de Toronto)
  - France : 1er mai 2019

## Distribution
- Aomi Muyock : Jessica
- Sebastian Urzendowsky : Michael
- Augustin Raguenet : Lucas
- Lukas Ionesco : Julien
- Eddy Suiveng : Kevin
- Paul Hamy : Raiden
- Eddy Suiveng : Kevin
- Maya Coline : Camille
- Angelina Woreth : Andréa
- Théo Costa-Marini : Trésor
- Franck Falise : Sasha
- Florian Kiniffo : Magic
- Jordan Klioua : Dimitri
- Ymanol Perset : Léopard
- Jean-Marie Pittilloni : Maxime
- Iliana Zabeth : La vendeuse de glaces

## Autour du film
Raiden est inspiré de Metal Gear Solid 2[réf. nécessaire]. Celui de Jessica est inspiré du personnage Quiet de Metal Gear Solid 5[réf. nécessaire].